# Puccinia tsinlingensis
Puccinia tsinlingensis ist eine Ständerpilzart aus der Ordnung der Rostpilze (Pucciniales). Der Pilz ist ein Endoparasit von Trespen. Symptome des Befalls durch die Art sind Rostflecken und Pusteln auf den Blattoberflächen der Wirtspflanzen. Sie ist ein Endemit Chinas.

## Merkmale

### Makroskopische Merkmale
Puccinia tsinlingensis ist mit bloßem Auge nur anhand der auf der Oberfläche des Wirtes hervortretenden Sporenlager zu erkennen. Sie wachsen in Nestern, die als gelbliche bis braune Flecken und Pusteln auf den Blattoberflächen erscheinen.

### Mikroskopische Merkmale
Das Myzel von Puccinia tsinlingensis wächst wie bei allen Puccinia-Arten interzellulär und bildet Saugfäden, die in das Speichergewebe des Wirtes wachsen. Aecien oder Spermogonien der Art sind nicht bekannt. Die gelbbraunen Uredien des Pilzes wachsen beid-, meist oberseitig auf den Wirtsblättern. Seine orangen Uredosporen sind 41–58 × 17–23 µm groß, zumeist kugelig und fein stachelwarzig. Die beid-, meist blattoberseitig wachsenden Telien der Art sind schwärzlich und lange bedeckt. Die haselnussbraunen Teliosporen sind zweizellig, länglich bis keulenförmig und 41–58 × 17–23 µm groß. Ihre Stiele sind gelblich und bis zu 18 µm lang.

## Verbreitung
Das bekannte Verbreitungsgebiet von Puccinia tsinlingensis umfasst lediglich China.

## Ökologie
Die Wirtspflanzen von Puccinia tsinlingensis sind verschiedene Trespen (Bromus spp.). Der Pilz ernährt sich von den im Speichergewebe der Pflanzen vorhandenen Nährstoffen, seine Sporenlager brechen später durch die Blattoberfläche und setzen Sporen frei. Die Art verfügt über einen Entwicklungszyklus, von dem bislang lediglich Telien und Uredien sowie deren Wirt bekannt sind; Spermogonien und Aecien konnten dem Pilz nicht zugeordnet werden.